# Rodolphe Soutter
Rodolphe Soutter (getauft am 11. März 1789 in Kölliken als Rudolf Suter; † 27. Februar 1866 in Morges, heimatberechtigt in Kölliken und ab 1791 in Morges) war ein  Schweizer Politiker.

## Biografie
Soutter ist als Sohn eines Pfarrers aufgewachsen und arbeitete als Weinhändler und war Weingutbesitzer.
Von 1839 bis 1853 war er im Grossen Rat des Kantons Waadt und wurde im Jahre 1848 bei den ersten Parlamentswahlen in den neu geschaffenen Nationalrat gewählt. Dort hatte er bis 1850 Einsitz. Ferner war er von 1846 bis 1856 Generalrat bei der Waadtländer Kantonalbank.
Rodolphe Soutter war, als enger Vertrauter von Louis-Henri Delarageaz, einer der Anführer der Association patriotique in der Sektion Morges, welche von Delarageaz gegründet wurde. Diese Sektion war auch die Sturmspitze in der Februarrevolution und Soutter willigte ein, diese Präfektur wieder zu übernehmen. Im Oktober überliess er dieses Amt aber Henri Reymond.
In der Schweizer Armee bekleidete er den Grad eines Oberstleutnants.